# طرديلن أكبر
طرديلن أكبر (الاسم العلمي: Tordylium maximum) هو نوع من النباتات يتبع جنس الطرديلن من الفصيلة الخيمية.